# Quedius scribae
Quedius scribae – gatunek chrząszcza z rodziny kusakowatych i podrodziny kusaków.
Gatunek ten opisany został po raz pierwszy w 1895 roku przez Ludwiga Ganglbauera na podstawie okazów błędnie oznaczonych przez Wilhelma G.H. Scribę jako Quedius picipennis.
Chrząszcz o wydłużonym ciele długości od 4 do 5,5 mm. Głowa jest okrągława, niewiele szersza niż dłuższa, czarna z brunatnożółtymi czułkami i głaszczkami. Czułki mają człon pierwszy krótszy niż dwa następne razem wzięte, a człon trzeci nie dłuższy niż drugi. Oczy są czterokrotnie dłuższe niż skronie. Przedplecze jest wypukłe, żółtobrunatne do czerwonobrunatnego. Na powierzchni tarczki obecne jest punktowanie. Pokrywy są brunatnie ubarwione. Odnóża są w całości żółte do brunatnożółtych, pozbawione metalicznego połysku. Odwłok jest smolistobrunatny z rozjaśnieniami tylnych krawędzi tergitów. Na przedzie trzech pierwszych tergitów odwłoka nie występują szarobrunatne plamki.
Owad głównie górski, znajdowany wśród mchów na stanowiskach wilgotnych.
Gatunek palearktyczny, europejski, znany z Islandii, Wielkiej Brytanii, Francji, Belgii, Niemiec, Szwajcarii, Austrii, Włoch, Danii, Polski, Czech, Słowacji, Ukrainy, Rumunii oraz Bośni i Hercegowiny. Zasięgiem obejmuje m.in. Alpy, Karpaty i północne Apeniny. Wszędzie jest lokalny i rzadko obserwowany. Najnowsze doniesienia z Polski pochodzą z połowy XX wieku (z Wyżyny Krakowsko-Częstochowskiej), stąd jego obecność w tym kraju wymaga potwierdzenia. Na „Czerwonej liście gatunków zagrożonych Republiki Czeskiej” umieszczony jest jako gatunek zagrożony wymarciem (EN). 